# Michel Paoli
Michel Paoli, né en 1966, est professeur des universités en littérature et civilisation italiennes à l’université d'Amiens. Il a dirigé de 2011 à 2017 l'équipe de recherche TRAME (équipe d'accueil 4284). Il est aussi photographe.

## Aperçu biographique
Ancien élève du lycée Condorcet, normalien (École normale supérieure de Saint-Cloud), agrégé, docteur de la Sorbonne, titulaire de l'habilitation à diriger des recherches (2001), il est professeur des universités, spécialiste de la Renaissance italienne et plus particulièrement de Leon Battista Alberti et de Ludovico Ariosto, dit L'Arioste. Hors de sa spécialité, il a publié des articles qui vont de l’origine du sonnet jusqu’à Vasco Pratolini, mais il s’est surtout intéressé à la Première Guerre mondiale dans le Trentin.
En 1995, il a créé un site internet consacré à la bibliographie sur Leon Battista Alberti.
En septembre 2004, il a organisé à l'Auditorium du Louvre, avec Françoise Choay, le colloque Leon Battista Alberti : humaniste et architecte. 
En 2008, il a organisé avec Marie-Sophie Masse les deux Journées d'étude Une, deux, trois… zéro Renaissance(s) ? (Maison de la culture d'Amiens, 1er avril et 21 novembre 2008), sur la validité et l'intérêt du concept de Renaissance employé pour étudier aussi bien le Moyen Âge que la Renaissance proprement dite.
En mars 2009, il a organisé avec Monica Preti-Hamard un colloque à l'Auditorium du Louvre, consacré à L'Arioste et les arts
En novembre 2009, il a organisé, avec l'aide de Francesca Belviso, le colloque Le De familia de L.B. Alberti : humanisme ou capitalisme ? (Amiens, Bibliothèque Louis Aragon), consacré aux Livres de la famille de Leon Battista Alberti (années 1430), et reprenant le sujet du débat entre Max Weber et Werner Sombart sur l'origine du capitalisme et sur l'intérêt ou non de considérer l'ouvrage d'Alberti comme une source sur la nouvelle mentalité capitaliste.
En novembre 2011, il a organisé avec Stéphane Bourdin et Anne Tallon le colloque international "La forme de la ville de l'Antiquité à la Renaissance" (Amiens, Logis du Roy, 7-9 novembre 2011).
Il a aussi organisé à Amiens deux colloques sur l'Arioste: juillet 2016, Les 500 ans du Roland furieux, avec Paulina Spiechowicz, et juillet 2017, L'Arioste, ses Satires et sa vie, avec Ida Campeggiani et Paulina Spiechowicz.
Michel Paoli est également photographe (exposition sur L'Architecture de la Renaissance à Florence et Venise, Amiens, Espace Camille-Claudel, mars-avril 2008, dans le cadre du Printemps de la Renaissance, puis à Paris, à l'École normale supérieure (rue d'Ulm), en avril 2009, dans le cadre de la Semaine de la Renaissance). Les éditions italiennes Officina Libraria ont publié en 2016 un album de ses images intitulé "De Paris et d'ailleurs - Photographies 1985-2015".

## Décorations officielles
- Chevalier de l'Ordre des Palmes académiques